# Hartmut Schubert

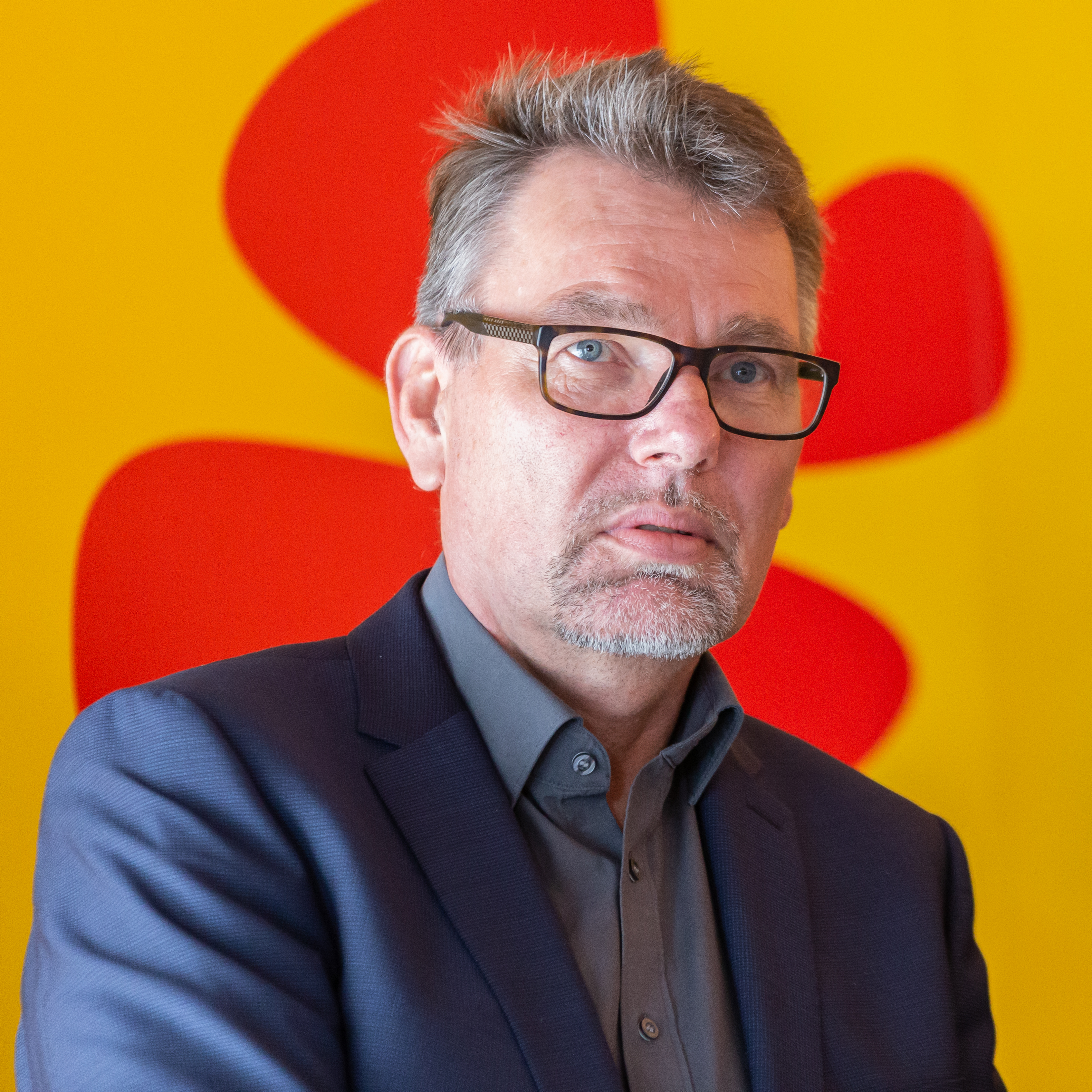
Hartmut Schubert (2018)

Hartmut Schubert (* 27. Januar 1960 in Altenburg) ist ein deutscher Politiker (SPD). Er war von 2014 bis 2024 Staatssekretär im Thüringer Finanzministerium und von 2009 bis 2014 Staatssekretär im Thüringer Ministerium für Soziales, Familie und Gesundheit. Von 2004 bis 2009 war er Mitglied des Thüringer Landtags.

## Leben
Hartmut Schubert besuchte von 1966 bis 1976 die Polytechnische Oberschule in Gößnitz und absolvierte von 1976 bis 1979 im VEB Galvanotechnik Leipzig eine Berufsausbildung mit Abitur zum Galvaniseur. Zwischen 1979 und 1981 leistete er seinen Grundwehrdienst ab und nahm 1981 das Studium der Chemie an der Universität Leipzig auf. Dieses schloss er vorfristig mit seiner Diplomarbeit im Bereich organische Synthesechemie ab. Ab 1986 war Hartmut Schubert als wissenschaftlicher Mitarbeiter an der Universität Leipzig tätig und begann wenig später seine Dissertation zum Thema „Darstellung von Nereistoxin abgeleiteter 1,3-Dithiolanstrukturen“, die er mit der Promotion zum Dr. rer. nat. abschloss.
Von 1990 bis 1994 war er Dezernent für Umwelt im ehemaligen Landkreis Schmölln. Im neu gebildeten Landkreis Altenburger Land wurde er 1995 Vizelandrat. Dieses Amt hatte er bis zu seiner Wahl in den Thüringer Landtag im Jahr 2004 inne.
Hartmut Schubert ist seit 1984 mit Angela Schubert verheiratet und hat zwei Söhne. Sein Wohnsitz ist Gößnitz.

## Politischer Werdegang
Hartmut Schubert ist seit dem 1. Februar 1990 Mitglied der SPD und seit 1995 Kreisvorsitzender der SPD im Altenburger Land. Am 1. Juli 2004 gelang ihm der Einzug in den Thüringer Landtag. In der SPD-Landtagsfraktion war er von 2004 bis 2009 Sprecher für Wirtschaft, Energie und Technologie, sowie Leiter des Fraktionsarbeitskreises für Wirtschaft, Infrastruktur, Umwelt und Finanzen. Zudem vertrat er neben Walter Pilger seine Fraktion als ordentliches Mitglied im Ausschuss für Wirtschaft, Technologie und Arbeit. Vom 22. September bis 3. November 2009 war Schubert stellvertretender Vorsitzender der thüringischen SPD-Landtagsfraktion.
Auf dem Landesparteitag der SPD Thüringen am 7. Juni 2008 wurde Schubert zum stellvertretenden Landesvorsitzenden der Thüringer SPD gewählt. Dieses Amt hatte er bis zum 6. März 2010 inne.
Hartmut Schubert ist Mitglied des Kreistages im Altenburger Land und bekleidet dort das Amt des stellvertretenden Vorsitzenden der SPD-Kreistagsfraktion. In seiner Heimatstadt Gößnitz sitzt er für die SPD im Stadtrat. Schubert war bis 25. Oktober 2009 Mitglied im Verwaltungsrat der Sparkasse Altenburger Land.
Im Rahmen des Regierungswechsels nach der Landtagswahl 2009 wurde Schubert am 4. November 2009 zum Staatssekretär im von Heike Taubert (SPD) geführten Ministerium für Soziales, Familie und Gesundheit ernannt und schied aus dem Landtag aus. Für ihn rückte Frank Weber in den Landtag nach. Zur Landtagswahl 2014 errang er über Platz 10 der Landesliste seiner Partei erneut ein Mandat im Thüringer Landtag. Mit der Vereidigung des Kabinetts Ramelow I am 5. Dezember 2014 wurde er zum Staatssekretär im Thüringer Finanzministerium ernannt, das wiederum von Heike Taubert geführt wurde. Daher legte er erneut sein Landtagsmandat nieder, seine Nachrückerin wurde Birgit Pelke. Ab 2015 bekleidete er die Funktion „Beauftragter des Freistaats Thüringen für E-Government und IT (CIO)“ und vertritt Thüringen im IT-Planungsrat. Ab April 2017 führte er den Vorsitz beim Zweckverband Thüringer Wintersportzentrum Oberhof. Im September 2018 wurde er anlässlich der Durchführung der 51. FIL-Weltmeisterschaften im Rennrodeln und der IBU Weltmeisterschaft im Biathlon im Januar und Februar 2023 zum „WM- und Oberhofbeauftragten“ der Landesregierung benannt. Mit dem Amtsantritt des Kabinetts Voigt schied er am 13. Dezember 2024 aus dem Amt des Staatssekretärs aus.